# Дом с башенкой
«Дом с башенкой» (укр. Будинок з вежкою) — украинский чёрно-белый художественный фильм режиссёра Евы Нейман по автобиографическому рассказу «Дом с башенкой» Фридриха Горенштейна. Премьера фильма состоялась 16 августа 2012 года.

## Сюжет
Действие фильма происходит в СССР зимой 1944 года. Мальчик 8 лет вместе с мамой едет в поезде. Они возвращаются из эвакуации домой, где их ждёт дедушка. Однако мама мальчика больна. На одной из станций их снимают с поезда — маму уносят в медпункт. Оттуда её увозят в больницу. Мальчик вынужден добираться в больницу самостоятельно. Найдя маму и увидевшись с ней, он отправляется на почту, чтобы послать телеграмму деду. Затем он возвращается в больницу, где его оставляют в палате с мамой. Врач обещает, что вылечит их обоих. Однако на следующий день мама умирает.
Ребёнок остаётся один на один со своим горем, среди чужих людей, которым, по большому счёту, нет до него дела. За один день ему приходится повзрослеть, уверяя себя, что всё будет хорошо. Доверившись незнакомцам, он продолжает свой путь домой, к единственному родному человеку — дедушке. Из окна поезда мальчик в последний раз видит станцию, названия которой так никогда и не узнает. Всё, что он запомнил о месте, где навсегда осталась его мама, — это то, что на привокзальной площади стоит старый дом с башенкой.

## В ролях
| Актёр              | Роль             |
| ------------------ | ---------------- |
| Дима Кобецкой      | мальчик          |
| Екатерина Голубева | мать             |
| Михаил Векслер     | дядюшка          |
| Виталина Библив    | кудрявая женщина |
| Виталий Линецкий   | инвалид          |
| Марина Полицеймако | старушка в шляпе |
| Альберт Филозов    | старик в пенсне  |

Главную роль сыграл 9-летний воспитанник одесского интерната № 5 Дима Кобецкой.
В августе 2011 года, спустя несколько месяцев после окончания съёмок, скончалась актриса Екатерина Голубева, сыгравшая роль матери мальчика.

## История создания
Съёмки проходили в январе 2011 года в Одессе. Снимали в Интернациональном переулке, в художественном училище имени Грекова, в Глазном госпитале на Успенской и в старом рыбном корпусе Нового рынка. Заброшенные здания снимали на одном из местных заводов. Санаторий «Чёрное море» и Дюковский парк превратили в железнодорожную станцию. В парке установили декорацию дома с башенкой. 

## Награды
- главный приз конкурсной программы «От Востока к Западу» на 47-м Международном кинофестивале в Карловых Варах в июле 2012 года
- главный приз программы EurAsia и приз за лучшую операторскую работу на 16-м Международном кинофестивале «Тёмные ночи» в Таллинне в ноябре 2012 года. Как отметило жюри фестиваля, «Дом с башенкой» «является мастерским произведением, показывающим ужасы войны глазами невинного ребенка».